# Epirrhoe commixta
Epirrhoe commixta es una especie de polilla de la familia Geometridae, descrita por primera vez por el entomólogo Shonen Matsumura en 1925, con distribución en Asia Oriental. Desde entonces, su taxonomía ha sido dudosa. Suele ser puesta como una subespecie blanquecina de Rheumaptera subhastata.
La polilla ha sido descrita en la península de Kamchatka, el norte de las islas Kuriles y la isla de Sajalín.